# 텍스트 인코딩 이니셔티브

텍스트 인코딩 이니셔티브(Text Encoding Initiative, TEI)는 1980년대부터 지속적으로 운영되어 온 디지털 인문학 분야의 텍스트 중심 실천 공동체이다. 현재 이 공동체는 메일링 리스트, 회의 및 컨퍼런스 시리즈를 운영하고 있으며, TEI 기술 표준, 저널, 위키, 깃허브 저장소 및 툴체인을 관리하고 있다.

## TEI 가이드라인
TEI 가이드라인은 XML 형식의 유형을 총괄적으로 정의하며, 실천 커뮤니티의 결과물을 정의한다. 이 형식은 HTML이나 오픈도큐먼트와 같은 다른 잘 알려진 텍스트 오픈 포맷과 달리, 표현적(presentational)이기보다는 의미론적(semantic)이라는 점에서 다르다. 모든 태그와 속성의 의미론과 해석이 명시되어 있다. 단어, 문장, 문자, 글리프, 사람 등 약 500개의 서로 다른 텍스트 구성 요소와 개념이 있다. 각 구성 요소는 하나 이상의 학문 분야에 기반을 두고 있으며, 예시가 제공된다.